# Fatty and Mabel at the San Diego Exposition
Fatty and Mabel at the San Diego Exposition er en amerikansk stumfilm fra 1915 af Fatty Arbuckle.

## Medvirkende
- Roscoe 'Fatty' Arbuckle som Fatty
- Mabel Normand som Mabel
- Minta Durfee
- Harry Gribbon
- Frank Hayes